# بيل غراي
بيل غراي (بالإنجليزية: Bill Gray)‏ هو لاعب كرة قدم بريطاني (وحمل سابقاً جنسية المملكة المتحدة لبريطانيا العظمى وأيرلندا) في مركز نصف الجناح، ولد في 16 فبراير 1881 في إنفرنيس في المملكة المتحدة، وتوفي في 18 نوفمبر 1916 في سوم في فرنسا. لعب مع نادي بارتيك ثيسل ونادي ساوثهامبتون.